# Zamek Alatskivi
Zamek Alatskivi – neogotycki zamek w estońskiej miejscowości Alatskivi, wybudowany w latach 1880–1885 przez Arveda von Nolcken, na wzór szkockiego Balmoralu. Jest jednym z wielu obiektów w 130-hektarowym parku.

## Historia
Pierwsza wzmianka o dworze w Alatskivi pochodzi z 1601 roku. W 1628 król Szwecji Gustaw Adolf II podarował go swojemu sekretarzowi – Johanowi Adlerowi Salwiuszowi. W 1642 roku dwór przeszedł na własność rodu Cronmann, a w 1753 roku został zakupiony przez rodzinę Stackelberg i w 1870 roku odziedziczony przez ród Nolckens. W latach 1880–1885 Arved George de Nolcken zbudował nową, zachowaną do dziś siedzibę. Widać w niej podobieństwo do zamku Balmoral, którą Nolcken odwiedził w 1875. Zamek został zbudowany z kamienia, ma dach pokryty łupkiem i liczne wieżyczki.
W ramach upaństwowienia, kompleks został przejęty przez rząd. W budynku otwarto szkołę, koszary kawalerii, kino i bibliotekę. W latach 2005–2011 został on całkowicie odnowiony na podstawie oryginalnych zdjęć. Było to możliwe dzięki pieniądzom z Europejskiego Funduszu Rozwoju Regionalnego (EFRR) 85%) i środkom własnym gminy. Koszt renowacji wyniósł 2 mln euro. Obecnie zamek jest otwarty dla zwiedzających. Zarządcą jest Fundacja Alatskivi Castle.

## Park
W drugiej połowie XVIII wieku ówcześni właściciele Stackelbergowie otoczyli zamek tarasowym parkiem. Pod koniec XIX wieku Nolcken rozbudował go i przekształcił w park krajobrazowy. Ma on powierzchnię 130 ha. Jest on częścią Parku i rezerwatu krajobrazowego Alatskivi, który powstał w 1964 roku. 

## Muzeum Eduarda Tubina
Muzeum zostało otwarte w 2011 roku. W otwarciu wziął udział syn kompozytora Eino Tubin. Mieści się w pięciu pokojach na pierwszym piętrze zamku. Jest poświęcone życiu i twórczości Eduarda Tubina, który był jednym z najbardziej cenionych kompozytorów estońskich. Można tu zobaczyć jego nuty, rękopisy, książki, instrumenty muzyczne, obejrzeć filmy i zdjęcia o nim.